# 十营庄堡址
十营庄堡址，位于中国甘肃省嘉峪关市，为一个省级文物保护单位，类型为古遗址。
十营庄堡址的历史年代为明代。